# Edmund Rolls
Edmund T. Rolls is hoogleraar Experimentele Psychologie aan de Universiteit van Oxford en fellow en tutor aan het Corpus Christi college. Zijn onderzoek richt zich vooral op de neurale basis van processen als leren, geheugen en emoties. Veel van zijn publicaties hebben betrekking op neurale netwerken in de hersenen van mens en dier, en hun rol bij beloning en straf tijdens operant conditioneren van gedrag.